# コピスみよし
コピスみよしは、埼玉県入間郡三芳町にある同町の多目的ホール。コピスみよしは愛称であり、正式名称は三芳町文化会館。

## 概要
三芳町の文化施設として2002年（平成14年）4月21日に開館。愛称に名付けられた「コピス」は英語で雑木林（copse）を意味している。立地は西に三芳町役場本庁舎、北に三芳町総合体育館と隣接し、南には道路を挟んで三芳町総合運動場グラウンドが面している。
町民の芸術文化活動の発表・鑑賞・参加の場を目的として設立され、有名アーティストのコンサートの開催や、町内外の小中高・市民団体などの演奏会や演劇等の様々な催し物に利用されている。また、ワークショップ、アウトリーチ活動、ロビーコンサートなどの自主事業も取り組んでいる。
2010年からは指定管理者制度を導入して、ケイミックスパブリックビジネスが当施設を運営している。

## 施設
- ホール - 497席（1階席401席・2階席96席）[6]
  - 親子室（定員6名）
  - 車椅子席（10席）
- 楽屋 - 3室
  - 楽屋1：定員7名
  - 楽屋2：定員7名
  - 楽屋3：定員10名
- ミニホール - 定員130席
- 会議室 - 2室/各30名
- 音楽スタジオ - 20名
- 多目的室（福祉喫茶ハーモニー）
- 事務室 他
- 駐車場 250台収容（無料）

## アクセス
- 最寄りの鉄道駅[7]
  - 東武東上線みずほ台駅、鶴瀬駅、ふじみ野駅からライフバスで三芳役場停留所にて下車。あるいはタクシーでみずほ台駅、鶴瀬駅より約10分。
- 最寄りのインターチェンジ
  - 関越自動車道所沢インターチェンジより車で約10分。

## 周辺施設
- 三芳町役場
- 三芳町総合体育館
- 三芳町総合運動場
- 大東ガス供給保安センター（旧本社屋）
- 淑徳大学 埼玉キャンパス